# Felix Higl
Felix Higl (* 8. Januar 1997 in Köln) ist ein deutscher Fußballspieler. Seit 2025 steht der Mittelstürmer beim Zweitligisten SpVgg Greuther Fürth unter Vertrag.

## Sportlicher Werdegang
Higl spielte in seiner Jugend für die Sportfreunde Eintracht Freiburg, SC Freiburg, TSG 1899 Hoffenheim, Freiburger FC und den 1. FC Heidenheim. In seiner Zeit bei der U19 des Freiburger FC kam er in der Spielzeit 2014/15 auf einen Einsatz für die erste Mannschaft in der Oberliga Baden-Württemberg: Am 7. März 2015 beim 1:1 gegen den SV Spielberg (21. Spieltag) wurde er in der 86. Spielminute eingewechselt.
2016 wechselte er schließlich aus der U19 des 1. FC Heidenheim zum Bahlinger SC in die Oberliga Baden-Württemberg. Hier verbrachte Higl beinahe drei Spielzeiten und kam auf 74 Ligaeinsätze (10 Tore), zudem kam er auch auf sechs Einsätze und einen Treffer im Südbadenpokal. Am 29. Januar 2019 wechselte er in die Regionalliga Südwest zum SSV Ulm 1846.
In Ulm verbrachte Higl von 2016 bis 2019 drei Spielzeiten, in denen er 69 Regionalligaspiele (27 Tore) bestritt. Mit dem SSV gewann er drei Jahre in Folge (2019, 2020, 2021) den WFV-Pokal, wo er mit 15 Toren in zwölf Spielen seinen Teil beitrug. Durch die Siege im  Verbandspokal nahm er mit dem SSV auch am DFB-Pokal teil. In der Spielzeit 2020/21 bezwang Ulm in der ersten Runde den Zweitligisten FC Erzgebirge Aue mit 2:0; Higl erzielte den 2:0-Endstand in der 89. Spielminute.
Im Sommer 2021 wechselte Higl in die 3. Liga zum VfL Osnabrück. Sein Debüt gab er am 31. Juli 2021 (2. Spieltag) beim 2:1-Erfolg über den 1. FC Saarbrücken. Sein erstes Profitor erzielte Higl am 15. Spieltag: Beim 3:1-Heimsieg gegen den TSV 1860 München markierte er kurz vor Schluss den Endstand. Am Ende der Saison erzielte er in 36 Spielen vier Tore und vier Vorlagen, in der folgenden Spielzeit erzielte er zwei Tore in 27 Spielen beim Erreichen des Zweitligaaufstiegs. Wenngleich er insgesamt 63 Meisterschaftsspiele bestritten hatte, konnte er sich kaum dauerhaft als Stammspieler etablieren – nur in 27 Partien stand er in der Startelf, 36 Einwechslungen stehen 24 Auswechslungen gegenüber.
Im Sommer 2023 kehrte Higl zum SSV Ulm zurück, der inzwischen ebenfalls in die 3. Liga aufgestiegen war. Unter Trainer Thomas Wörle schwankte er zu Beginn der Drittliga-Spielzeit 2023/24 zwischen Startformation und Ersatzbank. Nachdem ihn im Oktober kurzzeitig eine Schulterverletzung gebremst hatte, etablierte er sich in der Folge als Stammspieler. Im Dezember erzielte er beim 1:1-Remis gegen Borussia Dortmund II sein erstes Saisontor, mit letztlich sieben Saisontreffern platzierte er sich bis Saisonende hinter Antreiber und Spielmacher Leonardo Scienza sowie Sturmpartner Dennis Chessa an dritter Stelle der vereinsinternen Torschützenliste. Damit war er maßgeblich an der Serie von 18 Spielen ohne Niederlage in der zweiten Saisonhälfte beteiligt, die zur Drittligameisterschaft und dem damit verbundenen Aufstieg in die 2. Bundesliga führte. Am ersten Spieltag der Zweitliga-Saison 2024/25 erzielte er mit der zwischenzeitlichen Führung gegen den 1. FC Kaiserslautern das erste Zweitligator des Klubs nach 23 Jahren, das Spiel ging jedoch mit 1:2 verloren. Hatte er beim 2:2-Remis bei Hertha BSC am 13. Spieltag noch als Vertreter des verletzten Johannes Reichert sowie des gesperrten Philipp Strompf die Mannschaft als Mannschaftskapitän aufs Spielfeld geführt, rutschte er in der Folge nach seit dem siebten Spieltag andauernder trefferloser Zeit aus der Startformation und musste zudem rund um den Jahreswechsel verletzt pausieren. Nach einem Trainerwechsel zu Robert Lechleiter im März 2025 kehrte er in der Folge in die Startformation zurück und erzielte nach mehrmonatiger Pause bei der 1:2-Auwärtsniederlage beim FC Schalke 04 am 6. April wieder ein Tor.
Nach dem Abstieg Ulms wechselte Higl im Sommer 2025 zur SpVgg Greuther Fürth.

## Erfolge
- WFV-Pokal-Sieger: 2018/19, 2019/20 und 2020/21
- Niedersachsenpokal-Sieger: 2022/23
- Meister der 3. Liga und Aufstieg in die 2. Bundesliga: 2023/24

## Sonstiges
Sein Vater ist der ehemalige Profi und jetzige Trainer Alfons Higl. Von Januar 2017 bis Juni 2018 war Alfons Higl Trainer seines Sohnes beim Bahlinger SC.